# Dededo
Dededo (Dedidu in lingua chamorro) è il più popoloso insediamento (42 980 abitanti al censimento del 2000) dell'isola di Guam, territorio non incorporato degli Stati Uniti d'America. Si trova nella parte nord-orientale dell'isola.
L'origine del nome non è chiara, forse dall'espressione in lingua chamorro per due pollici (inteso come unità di misura).
Lo sviluppo dell'insediamento cominciò nel secondo dopoguerra, quando la U.S. Navy vi costruì numerose abitazioni per accogliere gli abitanti di Guam sfollati durante la guerra e i lavoratori provenienti da fuori dell'isola.
È gemellata con Iloilo (Filippine).